# Алга
Алга́ (каз. Алға) — місто, центр Алгинського району Актюбінської області Казахстану. Адміністративний центр та єдиний населений пункт Алгинської міської адміністрації.
Населення — 22446 осіб (2021; 19705 у 2009, 15372 у 1999, 17910 у 1989).